# Danuta Waniek

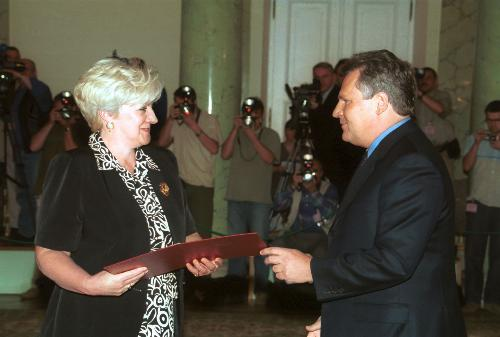
Danuta Waniek i prezydent Aleksander Kwaśniewski (2001)

Danuta Waniek (ur. 26 października 1946 we Włocławku) – polska polityczka i nauczycielka akademicka, doktor habilitowana nauk humanistycznych. Posłanka na Sejm I, II i III kadencji, w latach 1995–1997 szef Kancelarii Prezydenta RP, w latach 2003–2005 przewodnicząca Krajowej Rady Radiofonii i Telewizji.

## Życiorys

### Wykształcenie i praca naukowa
Maturę uzyskała w Liceum im. Ziemi Kujawskiej we Włocławku. Skończyła także Państwową Szkołę Muzyczną we Włocławku w klasie fortepianu prowadzonej przez Zygmunta Bojakowskiego. W 1969 ukończyła studia prawnicze na Wydziale Prawa i Administracji Uniwersytetu Warszawskiego. Stopień doktora nauk prawnych otrzymała na UW w 1977. Stopień doktora habilitowanego nauk humanistycznych uzyskała w Akademii Nauk Społecznych w 1988 na podstawie pracy Kompromis w systemie politycznym RFN: partnerstwo czy walka. W latach 1974–1976 studiowała politologię w Wiedniu (w ramach dwuletnich podyplomowych studiów politologicznych w Institut für Höhere Studien und Wissenschaftliche Forschungen). Była pracownikiem naukowym Instytutu Podstawowych Problemów Marksizmu-Leninizmu oraz ANS. Pod koniec lat 80. otrzymała stypendium Fundacji im. Friedricha Eberta w Bonn. Na początku lat 90. kierowała Samodzielną Pracownią Praktyki Konstytucyjnej w ISP PAN.

### Działalność polityczna i zawodowa
Była działaczką Zrzeszenia Studentów Polskich. W latach 1967–1990 należała do Polskiej Zjednoczonej Partii Robotniczej. Pełniła m.in. funkcję I sekretarza POP PZPR. W latach 80. uczestniczyła w reformatorskim tzw. Ruchu 8 Lipca. W 1990 wstąpiła do Socjaldemokracji Rzeczypospolitej Polskiej. Od 1991 do 2001 sprawowała mandat posłanki na Sejm I, II i III kadencji z ramienia Sojuszu Lewicy Demokratycznej.
Była założycielką Demokratycznej Unii Kobiet, uczestniczyła w pracach Parlamentarnej Grupy Kobiet. W latach 1994–1995 pełniła funkcję podsekretarza stanu do spraw parlamentarnych w Ministerstwie Obrony Narodowej. W 1995 kierowała sztabem wyborczym Aleksandra Kwaśniewskiego w trakcie kampanii prezydenckiej. Po jego zwycięstwie objęła urząd szefa Kancelarii Prezydenta RP (sprawowała go do 1997).
W maju 2001 prezydent RP Aleksander Kwaśniewski powołał ją w skład Krajowej Rady Radiofonii i Telewizji, w związku z czym utraciła mandat poselski, a także wystąpiła z SLD. Od 26 marca 2003 do 31 grudnia 2005 zajmowała stanowisko przewodniczącej KRRiT.
Po odejściu z tego stanowiska wróciła do pracy naukowej. Została profesorem na Wydziale Politologii ALMAMER Wyższej Szkoły Ekonomicznej w Warszawie. Pełniła funkcję dziekana tego wydziału. Wykładowczyni przedmiotów z zakresu systemu politycznego Polski oraz przywództwa politycznego w Krakowskiej Akademii im. Andrzeja Frycza Modrzewskiego. Członkini Polskiego Towarzystwa Prawa Konstytucyjnego, Towarzystwa Kultury Świeckiej oraz Polskiego Towarzystwa Komunikacji Społecznej. Jest autorką i współautorką kilku książek oraz kilkudziesięciu artykułów naukowych. Została też członkinią rady programowej Kongresu Kobiet i ministrem obrony narodowej w tzw. gabinecie cieni tej organizacji. W wyborach parlamentarnych w 2011 jako bezpartyjna kandydatka z ramienia SLD wystartowała do Senatu. Do SLD wstąpiła ponownie w 2017.
W wyborach samorządowych w 2018 była kandydatką SLD do sejmiku mazowieckiego, nie uzyskała wówczas mandatu.
Autorka tekstów w „Dzienniku Trybuna” i w „Res Humana”.

## Odznaczenia
- Krzyż Oficerski Orderu Odrodzenia Polski (2014)[10]
- Krzyż Oficerski Legii Honorowej (Francja)
- Krzyż Wielki Komandorski Orderu Wielkiego Księcia Giedymina (Litwa, 1997)[11]
- Krzyż Wielki Orderu Zasługi (Norwegia, 1996)[12]

## Publikacje
- Problemy socjologii konstytucji (red.), ISP PAN 1991, ISBN 83-85479-02-3.
- Referendum w Polsce współczesnej (red.), ISP PAN 1995, ISBN 83-85479-74-0.
- Referendum w Polsce i w Europie Wschodniej (red.), ISP PAN 1996, ISBN 83-86759-22-4.
- Partie polityczne w wyborach 2005 (red.), AlmaMer 2006, ISBN 83-60197-19-9.
- Dylematy ładu medialnego RP: standardy europejskie a praktyka polityczna, Oficyna Wydawnicza AFM 2007, ISBN 978-83-89823-43-4.
- System polityczny Rzeczypospolitej Polskiej (red.), AlmaMer 2009, ISBN 978-83-60197-81-3.
- Wybory 2007 i media – krajobraz po „IV RP”: wybrane problemy, AlmaMer 2009, ISBN 978-83-60197-80-6.
- Kobiety lewicy w polskim doświadczeniu politycznym: tradycje, wartości i tożsamość, Wydawnictwo Adam Marszałek 2010, ISBN 978-83-7611-615-0.
- Lewica w praktyce rządzenia: problemy wybrane (red.), Wydawnictwo Adam Marszałek 2010, ISBN 978-83-7611-593-1.
- Orzeł i krucyfiks. Eseje o podziałach politycznych w Polsce, Wydawnictwo Adam Marszałek 2011, ISBN 978-83-7780-234-2.
- Ruch narodowy w Polsce wczoraj i dziś. Ideologia, organizacja, praktyka działania, Dom Wydawniczy ELIPSA 2014, ISBN 978-83-8017-029-2.
- Polki – bieg przez historię. Emancypantki, bojowniczki, obywatelki (red), Aspra 2020, ISBN 978-83-8209-074-1.
- Ołtarz bez tronu…? Walka o rząd polskich dusz, Aspra 2021, ISBN 978-83-8209-128-1.